# Alseuosmia banksii
Alseuosmia banksii är en tvåhjärtbladig växtart som beskrevs av Allan Cunningham. Alseuosmia banksii ingår i släktet Alseuosmia och familjen Alseuosmiaceae. Utöver nominatformen finns också underarten A. b. linariifolia.